# Agamura
Agamura – rodzaj jaszczurek z rodziny gekonowatych (Gekkonidae).

## Zasięg występowania
Rodzaj obejmuje gatunki występujące w zachodnio-południowej i południowej Azji (Iran, Afganistan i Pakistan). 

## Systematyka
Rodzaj zdefiniował w 1874 roku brytyjski zoolog i geolog William Thomas Blanford w 1874 roku na łamach The Annals and Magazine of Natural History. Jako gatunek typowy Blanford wyznaczył w ramach monotypii A. persica. 

### Etymologia
Agamura: rodzaj Agama Daudin, 1802; gr. ουρα oura ‘ogon’. 

### Podział systematyczny
Do rodzaju należą następujące gatunki: 
- Agamura cruralis Blanford, 1874
- Agamura kermanensis Hosseinian-Yousefkhani, Aliabadian, Rastegar-Pouyani, Darvish, Shafiei & Sehhatisabet, 2018
- Agamura persica (Duméril, 1856)